# 베쿠

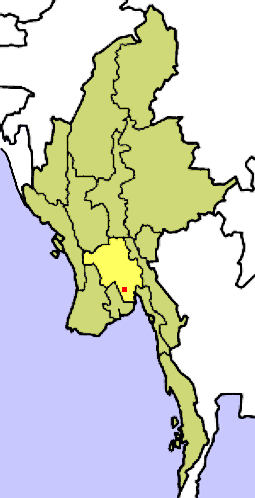
베쿠의 위치

베쿠(버마어: ပဲခူး 베쿠) 혹은 속칭 버고는 미얀마의 버고도의 수도이다. 얀군에서 80km 떨어져 있고 인구는 22만 명이다.

## 경제
직물과 제화 위주의 산업단지가 있다.

## 역사
전설에 의하면 서기 573년에 따툰로부터 온 두 명의 몬족 왕녀가 버고를 세웠다. 몬족은 항사워디 왕국의 최초의 지배자가 되었다.
서기 850년경에 아랍인의 지리학자 이븐 수르다베가 도시를 최초로 기록했다. 당시 몬족의 수도는 따툰이었다. 이 지역은 1056년에 버간으로부터 온 버마족의 지배하에 있었다. 1287년 몽골족이 버간 왕조를 붕괴하면서 몬족은 다시 독립했다.
저지 버마의 몬 왕조는 처음에는 무떠마, 이후에는 버고에 세워졌다. 라젠드라 1세의 통치하에서 어와 왕국과 버고는 끊임없는 싸움에 휘말렸다. 평화적인 여왕 쉰소부의 통치하에서, 그녀는 승려인 더마제디를 후계자로 선택해, 싸움에 종지부를 찍었다. 더마제디의 통치하에서 바고는 상업과 상좌부 불교의 중심지가 되었다.
1369년부터 1539년간, 항사워디는 라마나데사의 몬 왕국의 수도였다. 이 왕조는 현재의 저지 버마를 모두 지배하고 있었다. 1539년, 이 지역은 다시 따웅우 왕조의 떠빈슈웨티왕에 병합되어 버마족이 지배했다. 타웅우 왕조는 1539년부터 1599년간과 1613년부터 1634년간 버고를 왕도로 해, 반복된 시암의 침공에 대한 기지로서 사용했다. 주요한 항구로서 도시는 빈번히 유럽인이 방문하는 장대한 도시였다고 한다. 1634년, 버마족의 수도는 어와로 재차 옮겨졌다. 1740년, 몬족은 반란을 일으켜 잠시 동안 독립하였지만 1757년 버마 왕 알라웅브야는 도시를 약탈해 완전히 파괴했다.
버고는 보도퍼야왕이 재건하였지만, 이 때 강의 유로가 바뀌었기 때문에 도시는 바다와 떨어지게 되었다. 그리고 도시가 다시 예전과 같은 중요 거점이 되는 일은 없었다. 제2차 영국-미얀마 전쟁 후, 1852년에 영국은 바고를 병합했다. 1862년 영국령 버마가 설립해 수도는 얀군으로 옮겼다. 버고의 구어와 문어의 발음의 실질적인 차이는 영국인이 페구(Pegu)를 잘못 발음한 것이다.
18세기 중반, 꼰바웅 왕조의 알라웅파야왕이 정복하여 그 번영을 잃었다.

## 기후
| 버고(1981년~2010년)의 기후 | 버고(1981년~2010년)의 기후 | 버고(1981년~2010년)의 기후 | 버고(1981년~2010년)의 기후 | 버고(1981년~2010년)의 기후 | 버고(1981년~2010년)의 기후 | 버고(1981년~2010년)의 기후 | 버고(1981년~2010년)의 기후 | 버고(1981년~2010년)의 기후 | 버고(1981년~2010년)의 기후 | 버고(1981년~2010년)의 기후 | 버고(1981년~2010년)의 기후 | 버고(1981년~2010년)의 기후 | 버고(1981년~2010년)의 기후 |
| 월                         | 1월                        | 2월                        | 3월                        | 4월                        | 5월                        | 6월                        | 7월                        | 8월                        | 9월                        | 10월                       | 11월                       | 12월                       | 연간                       |
| -------------------------- | -------------------------- | -------------------------- | -------------------------- | -------------------------- | -------------------------- | -------------------------- | -------------------------- | -------------------------- | -------------------------- | -------------------------- | -------------------------- | -------------------------- | -------------------------- |
| 일평균 최고 기온 °C (°F)   | 31.6 (88.9)                | 34.0 (93.2)                | 36.2 (97.2)                | 38.1 (100.6)               | 34.3 (93.7)                | 30.1 (86.2)                | 29.7 (85.5)                | 29.6 (85.3)                | 30.8 (87.4)                | 30.7 (87.3)                | 32.2 (90.0)                | 31.0 (87.8)                | 32.4 (90.3)                |
| 일평균 최저 기온 °C (°F)   | 15.8 (60.4)                | 17.2 (63.0)                | 20.2 (68.4)                | 23.1 (73.6)                | 23.4 (74.1)                | 22.7 (72.9)                | 22.7 (72.9)                | 22.6 (72.7)                | 22.8 (73.0)                | 23.0 (73.4)                | 20.9 (69.6)                | 16.9 (62.4)                | 20.9 (69.6)                |
| 평균 강우량 mm (인치)      | 1.3 (0.05)                 | 2.7 (0.11)                 | 13.5 (0.53)                | 44.1 (1.74)                | 333.9 (13.15)              | 654.0 (25.75)              | 716.9 (28.22)              | 653.4 (25.72)              | 436.3 (17.18)              | 183.7 (7.23)               | 48.7 (1.92)                | 1.3 (0.05)                 | 3,089.8 (121.65)           |
| 출처: 노르웨이 기상연구원  |                            |                            |                            |                            |                            |                            |                            |                            |                            |                            |                            |                            |                            |